# Abu Mansur al-Tha'alibi
Abū Manṣūr 'Abd al-Malik b. Muḥammad b. Ismā'īl al-Tha'ālibī est un écrivain arabe de Perse, d'expression arabe, essentiellement un érudit compilateur, né en 961 (an 350 de l'Hégire) à Nishapur, dans le Khorasan, mort en 1038 (an 429 de l'Hégire).

## Œuvre
On connaît peu de choses de sa vie, sinon qu'il voyagea beaucoup dans la partie orientale du monde musulman, visitant les foyers de culture et rencontrant les grandes figures d'écrivains et de poètes de son époque, ce qui lui permit de réunir le matériau de ses nombreuses anthologies et compilations. Il fut lui-même poète et prosateur, notamment dans les préfaces, commentaires et textes critiques qui accompagnent ses anthologies.
Son œuvre est entièrement en arabe, et il ne s'intéresse qu'à des auteurs d'expression arabe (sauf quelques rares poètes bilingues iraniens, mais la poésie persane qui se développait à son époque lui est étrangère). La liste de ses nombreux ouvrages est difficile à établir, beaucoup existant seulement en manuscrits, avec parfois des titres différents pouvant correspondre à une réélaboration du même matériau, et d'autre part certains sont d'attribution discutée. Plus d'une trentaine ont été imprimés.
Son ouvrage le plus fameux (et le plus important pour l'histoire littéraire) est le Yatīmat al-dahr fī maḥāsin ahl al-'aṣr, une vaste anthologie des poètes arabes de sa génération et de la génération précédente, classés géographiquement par pays, avec de brèves notices biographiques (organisé en quatre parties, incluant 470 auteurs, commencé en 994). Un autre recueil du même genre qui est une continuation du premier s'intitule Tatimmat al-Yatīma (ou simplement Dhail).
Ses autres ouvrages d'attribution certaine sont notamment : un texte en dix chapitres intitulé Ādāb al-mulūk ou Sirāj al-mulūk, qui appartient au genre du Miroir des princes ; une anthologie de ses textes favoris organisés par thèmes intitulée Kitāb aḥsan mā sami'tu ; un autre recueil du même genre, plus tardif, intitulé Kitāb man ghāba 'anhu l-muṭrib ; d'autres anthologies poétiques, dans lesquelles les noms des auteurs ne sont pas donnés, comme le Kitāb khāṣṣ al-khāṣṣ (sept chapitres de prose et de poésie, avec quelques textes du compilateur lui-même), le Kitāb al-muntaḥal (poésie de toutes époques, classée par genre), le Kanz al-kuttāb (2 500 extraits de 250 poètes) ; le Kitāb laṭā'if al-ma'ārif (recueil d'anecdotes historiques en dix chapitres) ; le Kitāb al-luṭf wa-l-laṭā'if (représentations de différentes professions en seize chapitres) ; le Mir'āt al-murū'āt (quinze chapitres d'anecdotes commençant par le mot murū'a, « vertu parfaite »). On pourrait citer d'autres anthologies de poésie ou de prose, constituées par genres, par thèmes, ou pour illustrer des figures comme la paronomase, ou des formes littéraires. Al-Tha'alibi est également l'auteur de travaux de lexicologie, par exemple sur les synonymes ou les homonymes en arabe.
Parmi les textes dont l'attribution à al-Tha'alibi est discutée, le plus important est le Ta'rīkh ghurar al-siyar, qui est une Histoire universelle allant de la création du monde à l'époque de la rédaction et dédiée à Abū l-Muẓaffar Naṣr b. Sebüktigin, gouverneur du Khorasan mort en 1021. Seule subsiste la partie allant du début jusqu'au règne du calife Abou Bakr as-Siddiq, en quatre manuscrits dont un (le plus ancien) dans la bibliothèque Dāmād Ibrāhīm Pāshā à Istanbul, et deux à Paris (Paris. ar. 1488 et 5053). La partie consacrée à l'histoire de la Perse pré-islamique a été publiée par Hermann Zotenberg sous le titre Histoire des rois de Perse ; elle est spécialement intéressante parce qu'elle donne les sources également utilisées par le poète contemporain Firdousi pour son Shâh Nâmeh ; elle se réfère aussi à Tabari et à d'autres historiens arabes. Quant à l'auteur, un des manuscrits donne le nom d'« al-Ḥusayn b. Muḥammad al-Marghānī », tandis qu'un autre insère le nom d'« Abū Manṣūr » dans les passages où l'auteur parle de lui-même. H. Zotenberg a attribué le texte à al-Tha'alibi, pour des raisons entre autres stylistiques, considérant le nom d'« al-Marghānī » comme une erreur de copiste ; il est suivi notamment par le spécialiste plus récent al-Jādir. Mais Karl Brockelmann, entre autres, rejetait cette attribution.

## Éditions
- Hermann Zotenberg (éd.), Histoire des rois de Perse (texte arabe et traduction française), Paris, 1900  ; réimpr. Amsterdam (APA Oriental Press), 1979.
- M. M. Qumayḥa (éd.), Yatīmat al-dahr fī maḥāsin ahl al-'aṣr et Tatimmat al-Yatīma, Dār al-Kutub al-'Ilmiyya, Beyrouth, 1983 (réimpr. 2000, 2002).